# Trébeurden
Trébeurden [tʁebœʁdɛ̃] (bretonisch Trebeurden) ist ein Seebad und Marktort sowie eine französische Gemeinde mit 3.821 Einwohnern (Stand 1. Januar 2022) im Département Côtes-d’Armor in der Region Bretagne. Die Gemeinde gehört zum Arrondissement Lannion und zum Kanton Perros-Guirec.

## Geographie
Der Ort liegt rund zehn Kilometer nordwestlich von Lannion an der Atlantikküste, am westlichen Ende der Côte de Granit Rose (Rosa Granitküste). Das  Gemeindegebiet ist im Norden und Westen von Meer umgeben und wird von der Bucht von Lannion (frz.: Baie de Lannion), der Stadt Lannion sowie der Nachbargemeinde Pleumeur-Bodou begrenzt. Auch die vorgelagerte Gezeiteninsel Île Milliau sowie die Île Molène gehören zur Gemeinde.

### Verkehrsanbindung
Trébeurden liegt an der Départementsstraße D 65, die den Ort mit Lannion verbindet, sowie an der D 788, die an der gesamten Rosengranitküste entlang über Trégastel und Ploumanac’h nach Perros-Guirec verläuft. Der Flugplatz Aeroport de Lannion-Servel befindet sich in sieben Kilometern Entfernung. Der nächstgelegene Bahnhof ist der von Lannion.

## Bevölkerungsentwicklung
| Jahr      | 1968 | 1975 | 1982 | 1990 | 1999 | 2009 | 2016 |
| Einwohner | 2650 | 2886 | 3228 | 3094 | 3541 | 3714 | 3664 |

## Sehenswürdigkeiten

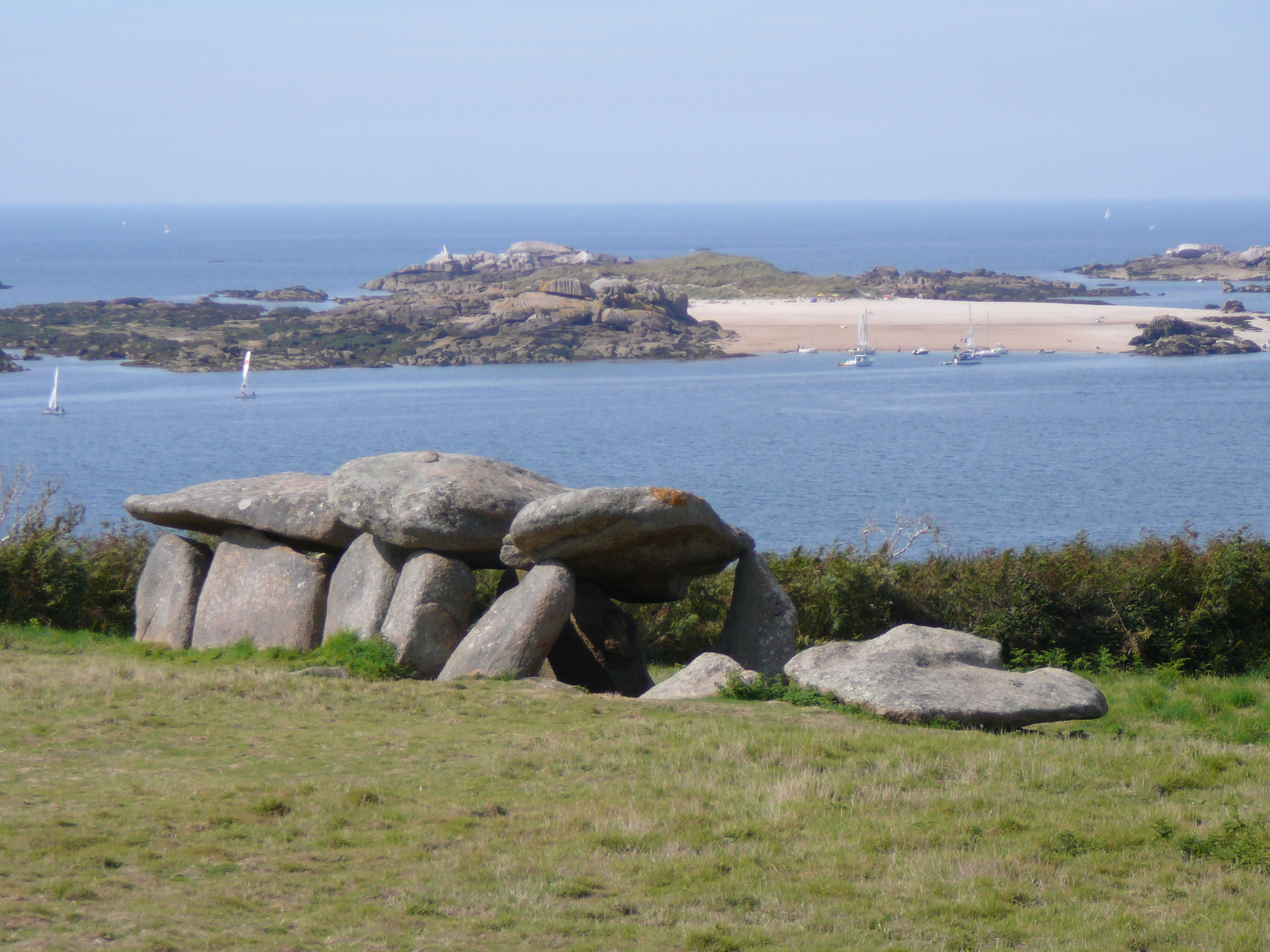
Galeriegrab auf der Insel Milliau

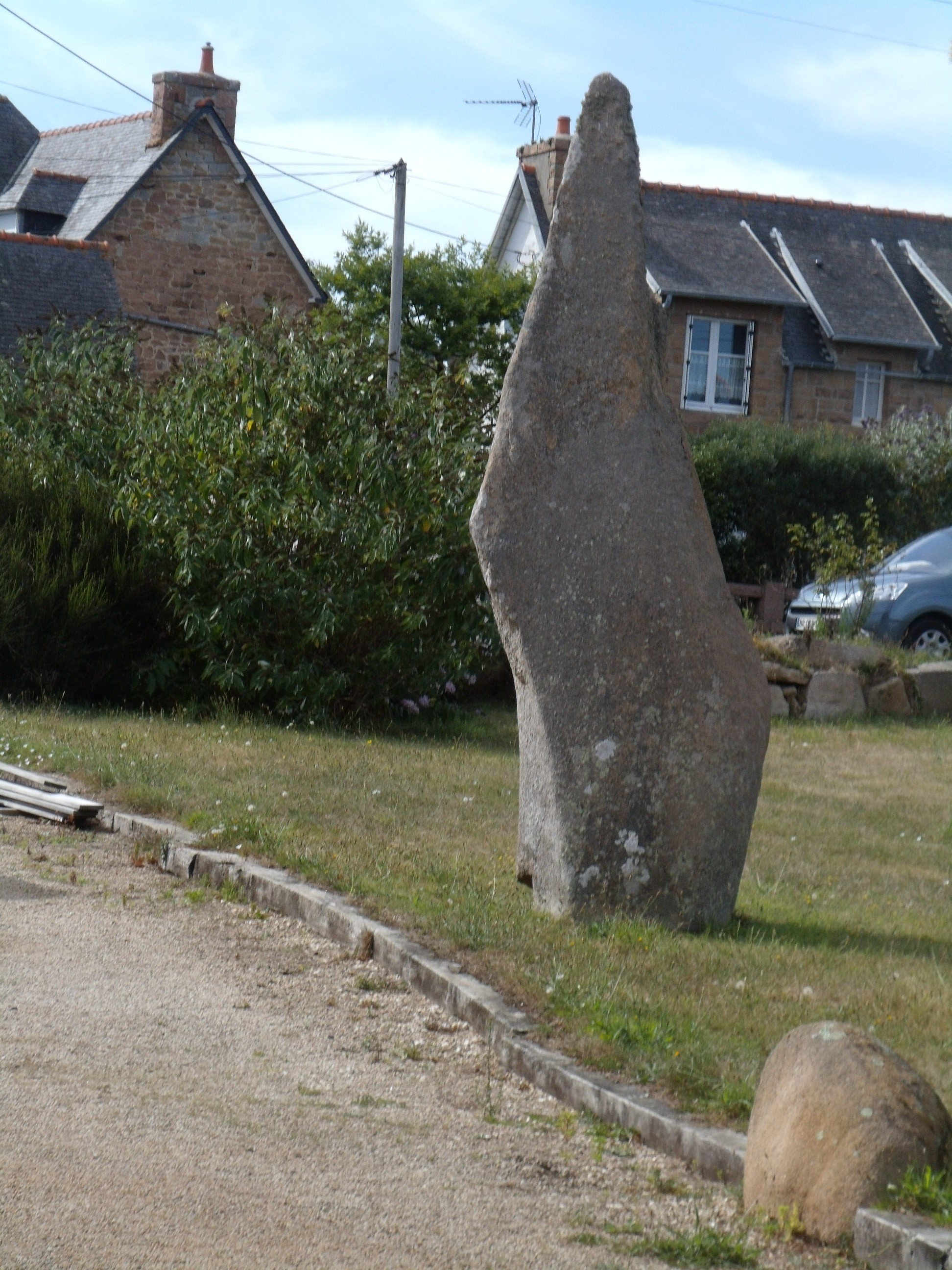
Menhir de Bonne-Nouvelle

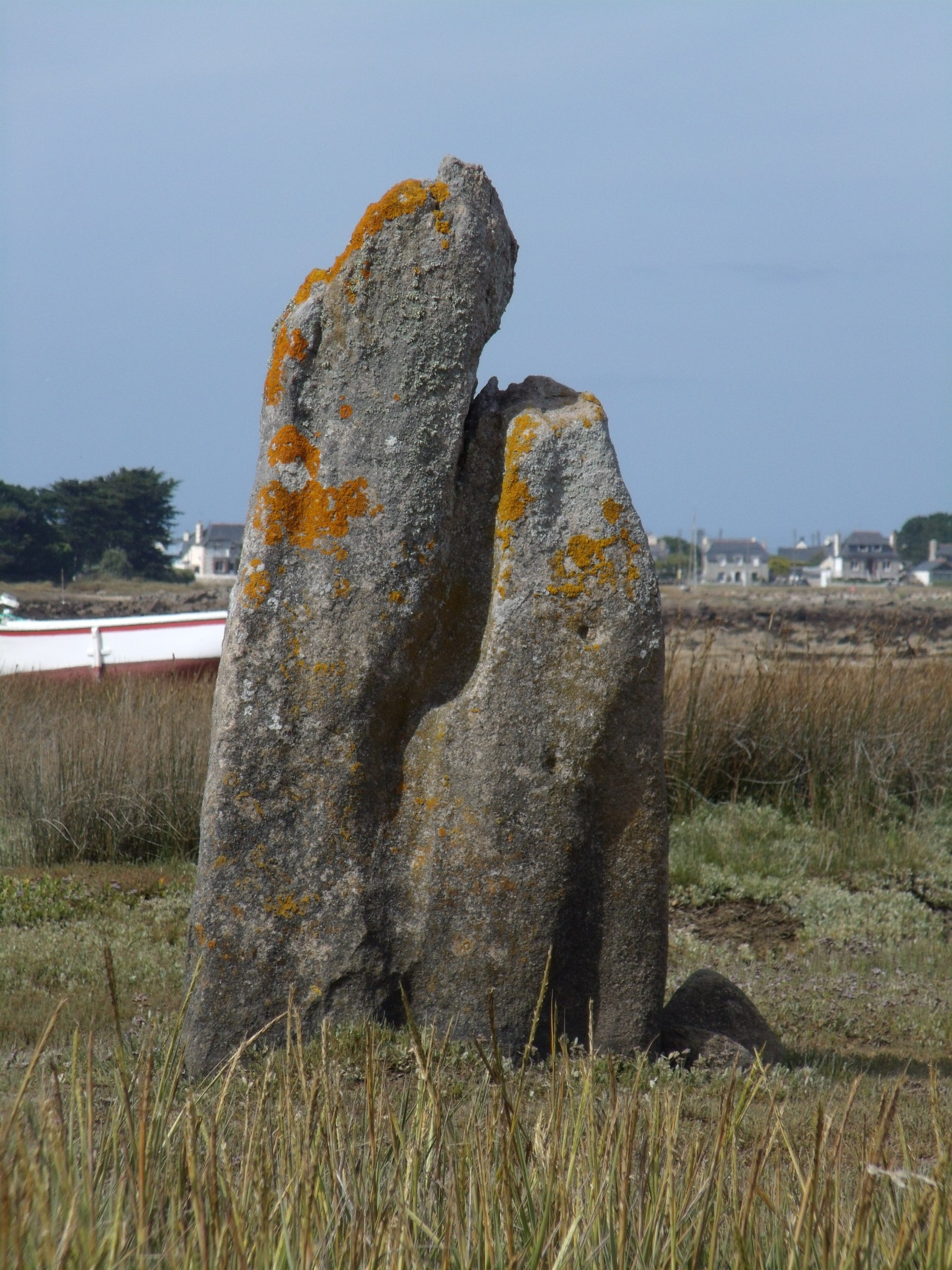
Menhir von Toëno

- Dolmen von Lann Kerellec, Megalithanlage – Monument historique[1]
- Allée couverte et menhir de Prajou-Menhir, Megalithanlage an der Straße zur Île Grande – Monument historique[2]
- Allée couverte de l’Île Milliau, Megalithanlage auf der Insel Île Milliau – Monument historique[3]
- Chapelle de Penvern, Kapelle beim Weiler Penvern aus dem 16. Jahrhundert – Monument historique[4]
- Chapelle Notre-Dame-de-Bonne-Nouvelle, Kapelle und Kreuz beim Weiler Bonne-Nouvelle aus dem 17. Jahrhundert – Monument historique[5]
- Croix-en-Granit, Steinkreuz aus dem 17. Jahrhundert – Monument historique[6]
- Der 3,7 m hohe Menhir de Bonne-Nouvelle
- Der gespaltene 1,9 m hohe Menhir von Toëno

## Partnergemeinden
- Villanuova sul Clisi (Lombardei), Italien
- Vâlcelele, Kreis Buzău, Rumänien
- Newton Ferrers, Grafschaft Devon, England